# Coppa del mondo di marcia 2006
La Coppa del mondo di marcia 2006 (2006 IAAF World Race Walking Cup) si è svolta ad La Coruña, in Spagna, nei giorni 13 e 14 maggio.

## Medagliati

### Uomini
| Specialità                    | Oro                        | Prestazione | Argento            | Prestazione | Bronzo            | Prestazione |
| 20 km                         | Francisco Javier Fernández | 1h18'31"    | Jefferson Pérez    | 1h19'08"    | Han Yucheng       | 1h19'10"    |
| 50 km                         | Denis Nižegorodov          | 3h38'02"    | Trond Nymark       | 3h41'30"    | Jurij Andronov    | 3h42'38"    |
| 10 km juniores                | Sergej Morozov             | 40'26"      | Miguel Ángel López | 41'41"      | Aleksej Grigor'ev | 41'52"      |
| Gara a squadre 20 km          | Spagna                     | 33 pt.      | Australia          | 37 pt.      | Russia            | 37 pt.      |
| Gara a squadre 50 km          | Spagna                     | 20 pt.      | Polonia            | 38 pt.      | Cina              | 39 pt.      |
| Gara a squadre juniores 10 km | Russia                     | 4 pt.       | Bielorussia        | 14 pt.      | Spagna            | 28 pt.      |

### Donne
| Specialità                    | Oro           | Prestazione | Argento               | Prestazione | Bronzo        | Prestazione |
| 20 km                         | Ryta Turava   | 1h22'20"    | Olimpiada Ivanova     | 1h22'40"    | Irina Petrova | 1h22'40"    |
| 10 km juniores                | Vera Sokolova | 44'49"      | Aleksandra Kudrjašova | 44'52"      | Chai Xue      | 45'04"      |
| Gara a squadre 20 km          | Russia        | 10 pt.      | Cina                  | 19 pt.      | Bielorussia   | 25 pt.      |
| Gara a squadre 10 km juniores | Russia        | 3 pt.       | Ucraina               | 11 pt.      | Bielorussia   | 15 pt.      |